# Mimela xutholoma
Mimela xutholoma är en skalbaggsart som beskrevs av Lin 1993. Mimela xutholoma ingår i släktet Mimela och familjen Rutelidae. Inga underarter finns listade i Catalogue of Life.